# Giuseppe Mendozza
Giuseppe Mendozza (Caracas, 9 luglio 1916 – Campagna italiana di Russia, 26 gennaio 1943) è stato un militare italiano insignito della medaglia d'oro al valor militare alla memoria nel corso della seconda guerra mondiale.

## Biografia
Nacque a Caracas, Venezuela, il 9 luglio 1916, figlio di Giuseppe e Delia Leonelli. Trascorso l'infanzia in Venezuela, successivamente si trasferì in Italia dove frequentò a Genova il Liceo "Vittorino da Feltre" e poi si laureò in medicina e chirurgia presso l'Università degli Studi di Genova nel 1940. Andò brevemente all'estero ritornare subito in Italia, al fine di frequentare a Firenze la Scuola di applicazione di Sanità Militare e nominato sottotenente medico di complemento venne arruolato nel Regio Esercito, arma di fanteria, e destinato al battaglione alpini "Pieve di Teco" del 1º Reggimento alpini allora presente in zona di guerra nei Balcani. Trattenuto in servizio attivo nel luglio 1942, nell'agosto successivo partiva per l'Unione Sovietica con il suo reggimento, in forza all'ARMIR. Catturato nel corso della seconda battaglia difensiva del Don, si spense nel campo di concentramento di Krinovaya, mentre prestava soccorso ai suoi commilitoni durante una delle continue epidemie, il 26 gennaio 1943. Fu successivamente insignito della medaglia d'oro al valor militare alla memoria.